# Directive européenne sur les fonds propres réglementaires
La directive européenne sur les fonds propres réglementaires, en anglais Capital Requirements Directive (CRD), est une directive de l'Union européenne transposant dans le droit européen les recommandations de l'accord de Bâle II.
Elle vise à mieux adapter les fonds propres exigés des établissements financiers aux risques courus par ceux-ci dans l'exercice de leur activité.
Cette directive, qui comprend les directives 2006/48/CE et 2006/49/CE, est publiée au Journal officiel de la République française le 30 juin 2006.

## Critique
Certains experts tels que les économistes du Forum mondial des fonds de pension considèrent que les recommandations de Bâle II, adoptées en 2005 sous l’impulsion de la France et de l’Allemagne, transposées par la directive européenne sur les fonds propres réglementaires entrée en application en 2008, ont obligé les banques européennes et la Banque centrale européenne à recourir plus que jamais aux estimations standardisées du “risque crédit” commercialisées par deux agences de notation financière américaines. Ils estiment qu'à de nombreux égards, Moody’s et Standard & Poor's forment un « duopole privé dérégulé » particulièrement opaque, institutionnalisé et entretenu par des pouvoirs publics passifs qui lui ont donné en fermage des pans entiers de leur pouvoir de régulation.